# Филиппович, Артемий Никитич
Артемий Никитич Филиппович (1901―1961) ― советский инфекционист, доктор медицинских наук, профессор, член-корреспондент АМН СССР.

## Биография
Родился 6 апреля 1901 года в деревне Евличи Слуцкого уезда Минской губернии в семье крестьянина. В 1917 году окончил Петроградскую военно-фельдшерскую школу. С 1917—1922 год работал фельдшером лечебных в Беларуси.
В 1926 году окончил Ленинградский государственный институт медицинских знаний (ГИМЗ) (ныне Санкт-Петербургская государственная медицинская академия имени И. И. Мечникова). С 1927 по 1936 год работал санитарным врачом в Белоруссии, в Вологодской области.
С 1937 по 1939 год трудился заведующим инфекционным отделением одной из больниц Минска. В 1939 году стал заведующим кафедрой инфекционных болезней Ижевского, а с 1951 по 1961 года — Минского медицинского института.
В 1951 году ему присвоена степень доктор медицинских наук, в том же году стал профессором.
Умер 28 декабря 1961 года в Минске, похоронен на кладбище «Кальвария».

## Научная деятельность
Написал более 60 научных работ, посвященных изучению клинического течения и лечению бруцеллеза, вирусного гепатита, дизентерии, брюшного тифа, гриппа, дифтерии, кори, скарлатины;
Исследовал состояния желчного обмена при инфекционных болезнях. Предложил периодизацию клинического течения алиментарно-токсической алейкии и дал подробную характеристику каждого периода.
Одним из первых в СССР описал (совместно с А. Дежуровой) клинику заболевания, вызванного лептоспирами типа «батавия». Совместно с Э. Визеном и Ф. Шориной изучил острый сезонный серозный менингит в Удмуртии и доказал, что в его передаче участвуют клещи.
Впервые установил наличие Ку-лихорадки на территории БССР и описал варианты ее клинического течения.
Руководил выполнением 2 докторских и 7 кандидатских диссертаций.

## Награды и звания
- Орден Трудового Красного Знамени
- Орден «Знак Почета»
- Медали
- Доктор медицинских наук
- Профессор
- Член-корреспондент АМН СССР